# Kombi Łosowski
Kombi Łosowski (pisownia stylizowana: KOMBI Łosowski) – polski zespół muzyczny, założony w 2004 roku przez Sławomira Łosowskiego, występujący początkowo pod nazwą Łosowski, a po jej zmianie w 2013 jako Kombi Łosowski. Grupa jest kontynuacją zespołu Kombi i pod taką nazwą występowała w latach 2014–2022. Na mocy wyroku wydanego przez Trybunał Sprawiedliwości Unii Europejskiej, od 2022 ponownie stale występuje jako Kombi Łosowski.

## Historia

### Początki (2004–2014)

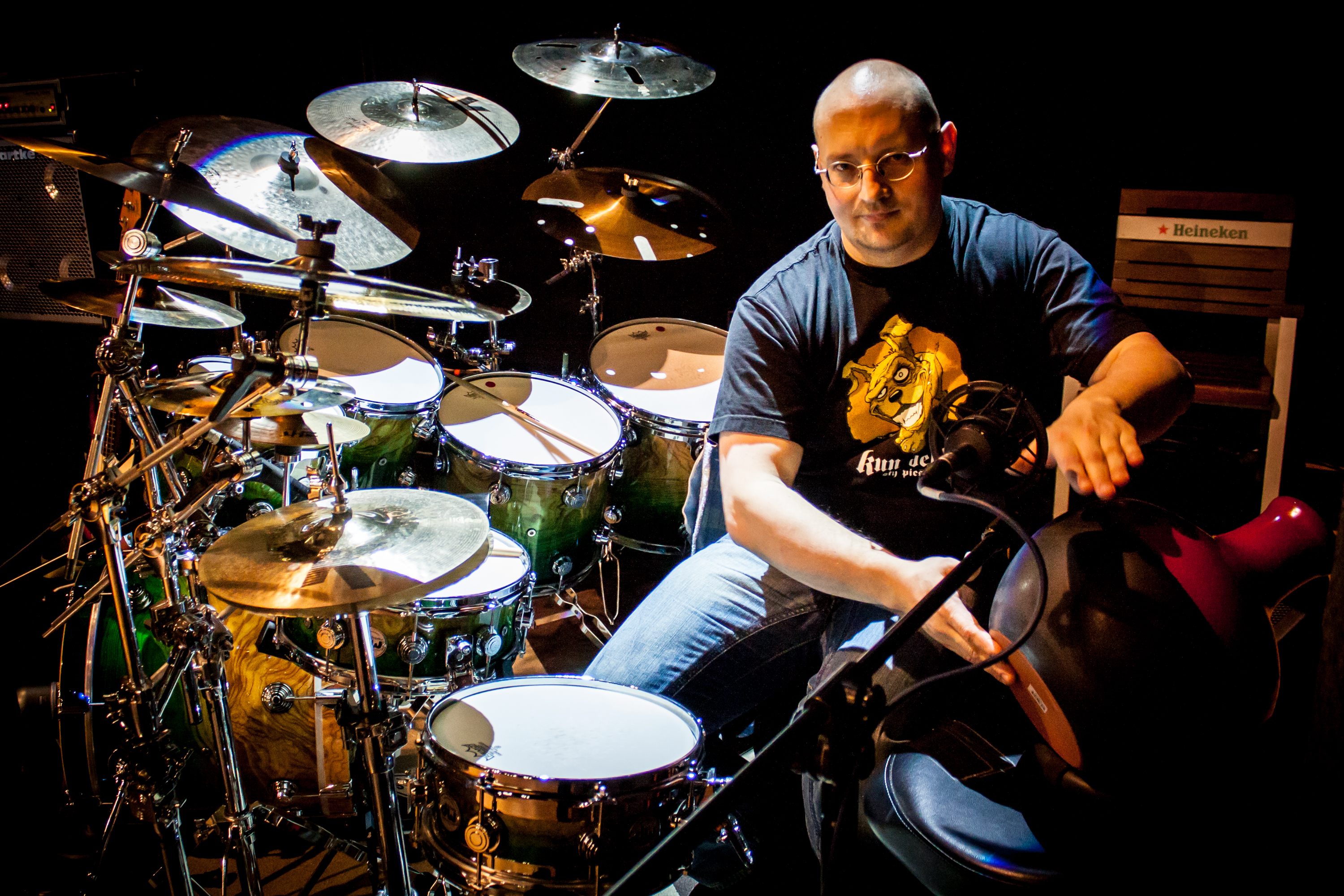
Tomasz Łosowski – perkusja, perkusja elektroniczna

Muzycy pierwszego składu zespołu Kombi po raz ostatni wystąpili razem w 2003 w ramach jednego z odcinków programu talent show Szansa na sukces. W tym roku, Grzegorz Skawiński, Waldemar Tkaczyk i Jan Pluta utworzyli zespół pod nazwą Kombii (początkowo stylizowane na KombII, bo – zgodnie z założeniami muzyków – podwójne „i” zapisywane jak rzymska liczba II miało oznaczać „Kombi 2”), w którym zabrakło Sławomira Łosowskiego.

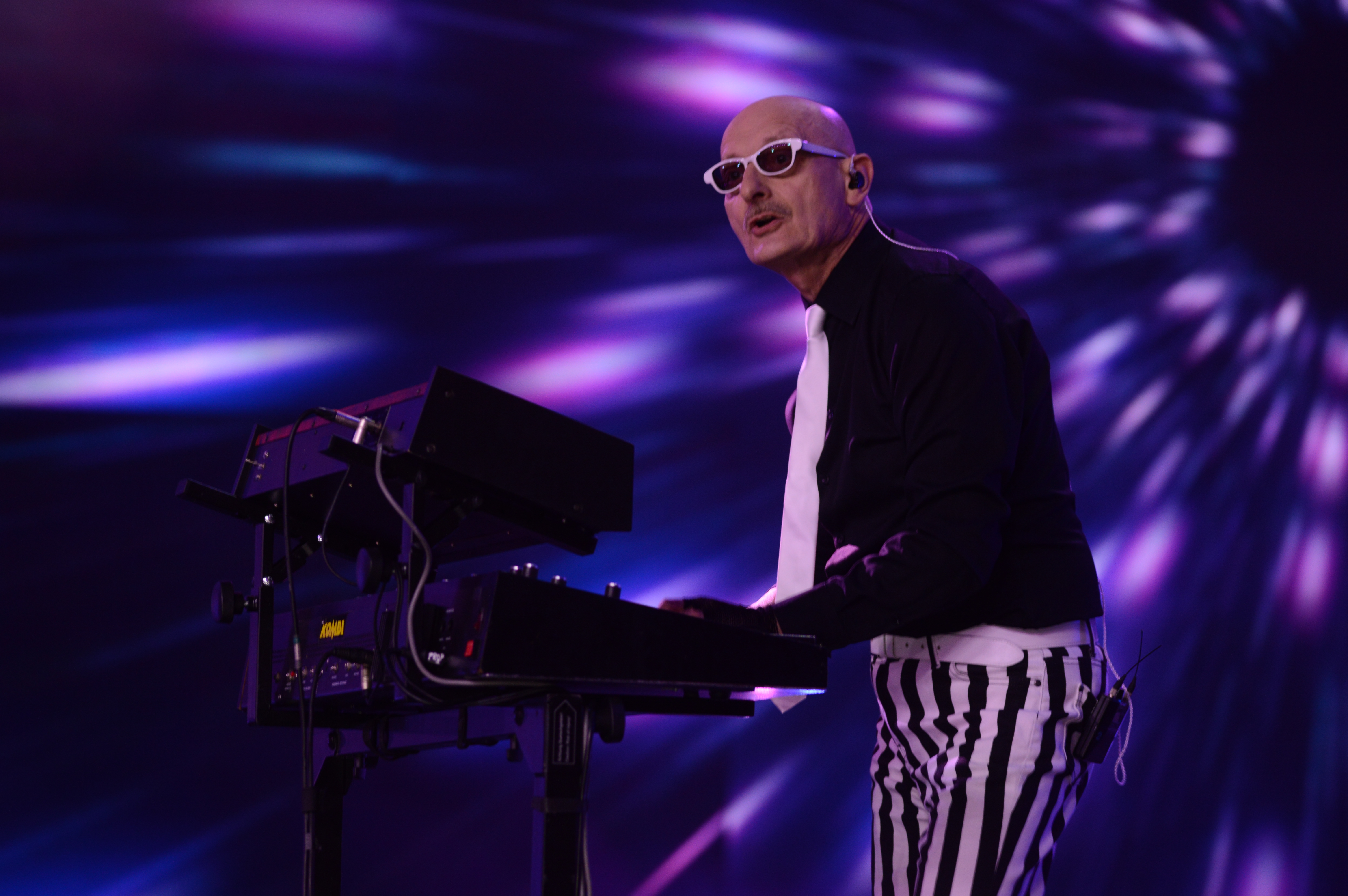
Sławomir Łosowski – lider, instrumenty klawiszowe

Za namową fanów, Sławomir Łosowski wrócił do koncertowania w 2004 koncertem instrumentalnym „Nowe narodziny” w Łebie, gdzie wystąpił wspólnie ze swoim synem Tomaszem Łosowskim, grającym na perkusji i instrumentach perkusyjnych. W 2005 przyjął do swojego zespołu wokalistę Zbigniewa Fila. Grupa po wznowieniu działalności Sławomira Łosowskiego początkowo występowała jako jego solowy projekt pod nazwą Łosowski. Zespół wówczas koncertował okazyjnie i był mało aktywny medialnie, a materiał który prezentował na koncertach był oparty tylko na kompozycjach Łosowskiego. W 2007 ukazał się pierwszy singiel pod nazwą Łosowski pt. „Niebo, które czeka”, a w 2008 dwa kolejne: „Miłość to dwoje nas” i „Pekin – digital sound”. W 2009 ukazał się trzypłytowy album pt. Zaczarowane miasto. Płyta zawierała 10 premierowych utworów oraz stare przeboje Kombi we współczesnym wykonaniu, zarejestrowane na koncertach Łosowskiego.

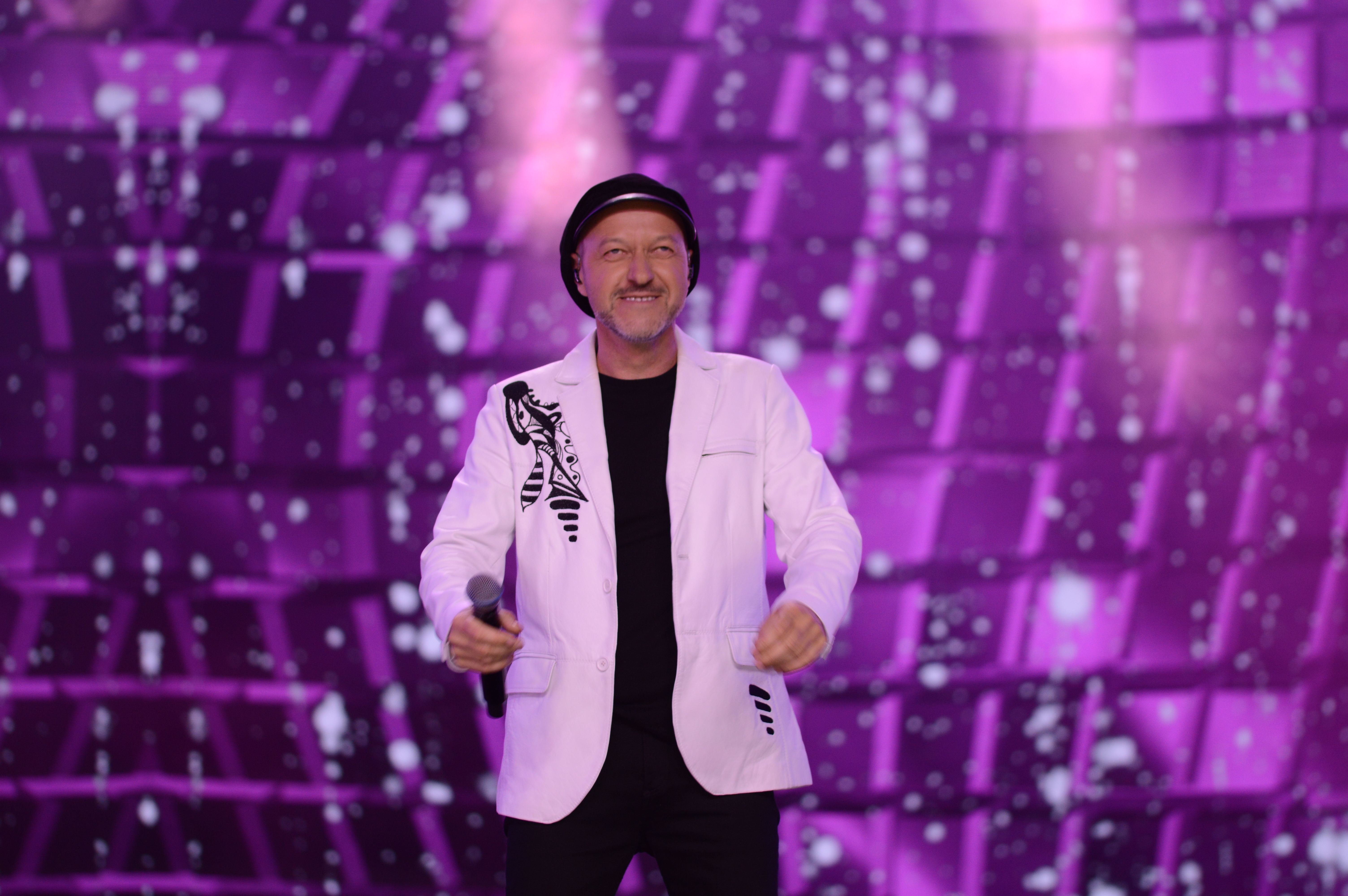
Zbigniew Fil – śpiew, sampler

W 2013 roku zespół zmienił nazwę na Kombi Łosowski. Nazwisko lidera miało ułatwiać identyfikację zespołu Kombi wobec funkcjonowania grupy o łudząco podobnej nazwie Kombii. W liście do swoich fanów Sławomir Łosowski wyjaśnił, dlaczego po powrocie na scenę przez długi czas występował pod swoim nazwiskiem, a nie jako Kombi Łosowski: 

„Przez kilka ostatnich lat wielu z Was pisząc do mnie wyrażało zdziwienie, dlaczego nie używam nazwy mojego zespołu KOMBI. Powód był prosty. W latach 2003 - 2010 w obliczu zmasowanej promocji Kombii w największych polskich mediach uważałem, że przy braku jakiegokolwiek wsparcia medialnego i prawnego nie miało to szans powodzenia.”

W grudniu tego samego roku ukazał się album Live składający się z płyt: „Live” (10 największych hitów + 6 utworów nowych), „Drogą czasu” z nie wydanymi dotąd lub mniej znanymi utworami instrumentalnymi (z lat 1973–2011) oraz „Kamerą fanów” z nagraniami video autorstwa fanów z koncertów zespołu. Z początkiem 2014 zespół przyjął nowego gitarzystę basowego – Karola Kozłowskiego. Pod koniec maja zespół wydał singel „Jaki jest wolności smak”. W okresie wakacyjnym zespół Kombi Łosowski był jedną z gwiazd trasy Lata z Radiem.

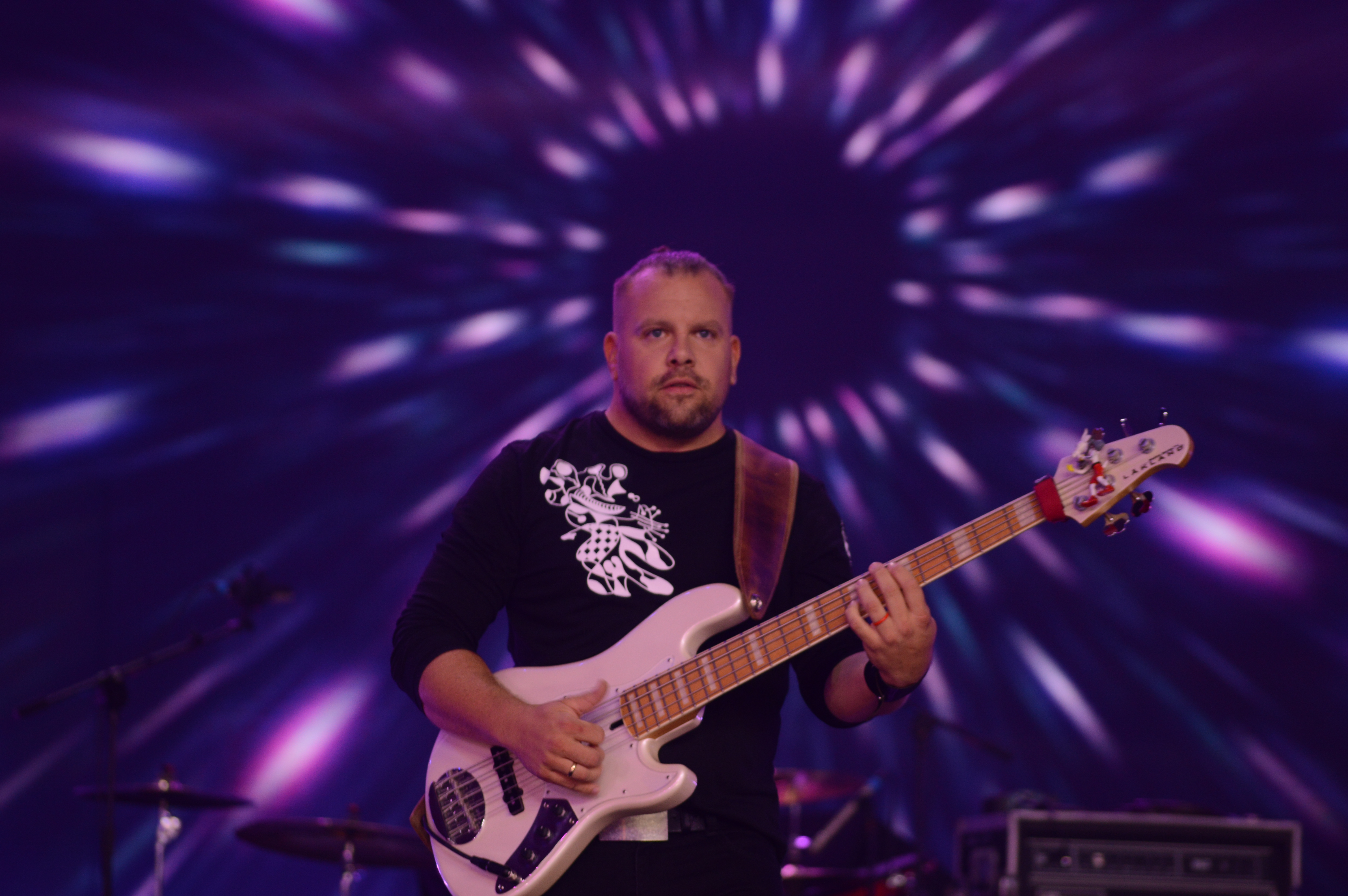
Karol Kozłowski – gitara basowa, syntezator basowy

### Działalność pod nazwą Kombi (2014–2022)
We wrześniu 2014 Sławomir Łosowski wraz z pozostałymi członkami grupy powrócił do koncertowania pod nazwą Kombi (bez dopisku „Łosowski”).
2 grudnia 2015 w sieci pojawił się singel „Na dobre dni” zapowiadający nową płytę studyjną grupy. 22 stycznia 2016 odbyła się premiera albumu pt. Nowy album. Kolejnym singlem promującym płytę został utwór „Miłością zmieniaj świat” z gościnnym udziałem rapera Jakuba Gołdyna.
13 maja 2016 nakładem wydawnictwa In Rock ukazała się książka Kombi. Słodkiego miłego życia. Prawdziwa historia autorstwa Sławomira Łosowskiego i Wojciecha Korzeniewskiego przedstawiająca historię zespołu Kombi z perspektywy autorów. Wkrótce po tym, 24 czerwca w Gdańsku odbył się koncert 40-lecia zespołu z gościnnym udziałem Wiktora Tatarka na gitarze. 12 czerwca 2017 miała miejsce premiera płyty CD / DVD pt. Koncert 40-lecia z zapisem z tego wydarzenia. 16 września zespół wystąpił gościnnie na 54. KFPP w Opolu w trakcie koncertu „Premiery”, gdzie zaprezentował publiczności swoje dwa największe przeboje: „Kochać cię – za późno” i „Słodkiego miłego życia”. 31 grudnia był jedną z gwiazd programu Sylwester Marzeń.
8 czerwca 2018 zespół wystąpił w ramach koncertu Przebój na Mundial podczas 55. Krajowego Festiwalu Polskiej Piosenki w Opolu, gdzie zaprezentował utwór „Polska drużyna”. Piosenka wygrała ten konkurs, głównie dzięki głosowaniu publiczności przez SMS-y. 24 sierpnia w Filharmonii Szczecińskiej odbył się koncert pod hasłem „Jaki jest wolności smak”. Zespół z towarzyszeniem Orkiestry Symfonicznej Filharmonii im. Mieczysława Karłowicza w Szczecinie dał pokaz swoich największych przebojów w nowych aranżacjach, tym samym świętując obchody setnej rocznicy odzyskania przez Polskę niepodległości. Z tego koncertu ukazały się kolejno trzy nagrania: „Słodkiego miłego życia”, „Na dobre dni” i „Za ciosem cios”. W tym samym roku wystąpił po raz pierwszy w Norwegii.
17 grudnia 2018 zespół pod szyldem Kombi i Przyjaciele wypuścił świąteczny singel, będący własną interpretacją tradycyjnej kolędy „Przybieżeli do Betlejem”. Obok grupy, w nagraniu wzięli udział Andrzej Nowak, Szymon Wydra, Adam Wolski i Krzysztof „Jary” Jaryczewski. Singel doczekał się teledysku z udziałem zaproszonych gości.
28 lipca 2019 w Muzycznym Studiu Polskiego Radia im. Agnieszki Osieckiej odbył się jubileuszowy koncert z okazji 50-lecia pracy artystycznej Sławomira Łosowskiego. Na scenie z zespołem gościnnie wystąpili również Leszek Możdżer, MC Silk, Andrzej Nowak i DJ Spox. Koncert poprowadził Marek Niedźwiecki. 13 sierpnia Kombi wystąpiło jako jedna z gwiazd Sopot Top of the Top Festival. 31 sierpnia zespół w ramach koncertu Lato Muzyka Zabawa – Pożegnanie wakacji z Solidarnością zagrał mini-recital oparty na utworach: „Kochać cię – za późno”, „Słodkiego miłego życia”, „Bez ograniczeń energii” i „Zaczarowane miasto”. 27 września Sławomir Łosowski i DJ Spox byli gośćmi Marii Szabłowskiej w audycji PR1 „Muzyczne spotkania”, gdzie zapowiedzieli nowe wydawnictwo zespołu Kombi związane z jubileuszem 50-lecia pracy artystycznej Łosowskiego. Album kompilacyjny Bez ograniczeń energii 5–10–50 ukazał się 22 listopada 2019 nakładem wydawnictwa MTJ.
Na początku 2021 zespół zapowiedział nowy singel pt. „Minerał życia”. Jego premiera miała miejsce 19 stycznia. Utwór ten zwiastował najnowszy album studyjny grupy z premierowymi kompozycjami. Drugi z nich, „Ale co z tego?” ukazał się 9 kwietnia. 25 kwietnia grupa wzięła udział w charytatywnym odcinku teleturnieju muzycznego Jaka to melodia?, gdzie w roli uczestników wystąpili Tomasz Łosowski i Karol Kozłowski; trzecim uczestnikiem programu był dziennikarz muzyczny Marek Sierocki. 26 października premierę miał trzeci singel zapowiadający nową płytę – „Jeszcze wszystko przed nami”. Album zatytułowany Minerał życia ukazał się 26 listopada. W grudniu grupa wypuściła teledysk do utworu „Fahrenheit” pochodzącego z tego albumu. Ostatnim singlem promującym był „Mam cię w snach” wydany 14 lutego 2022.

### Czasy najnowsze, powrót do nazwy Kombi Łosowski (od 2022)
Funkcjonowanie na polskim rynku muzycznym dwóch zespołów o łudząco podobnych nazwach – Kombi i Kombii – spowodowało konflikt, którego finał miał miejsce przed Trybunałem Sprawiedliwości Unii Europejskiej. 7 września 2022 Trybunał Sprawiedliwości Unii Europejskiej oddalił skargę Sławomira Łosowskiego, który domagał się unieważnienia decyzji Izby Odwoławczej z września 2021 roku, utrzymującej w mocy wcześniejszą decyzję Urzędu Unii Europejskiej ds. Własności Intelektualnej (EUIPO) o unieważnieniu prawa Łosowskiego do unijnego znaku towarowego Kombi oraz obciążył go kosztami prowadzonej sprawy. Tydzień po ogłoszeniu wyroku Łosowski wydał specjalne oświadczenie, w którym ustosunkował się do sprawy i poinformował, że jego zespół ponownie zmienia nazwę na Kombi Łosowski. W listopadzie 2022 udzielił obszernego wywiadu portalowi Onet.pl, w którym odniósł się do zaistniałej sytuacji i poinformował, że wyrok TSUE nie wpłynie na dalszą działalność artystyczną zespołu. W tym samym czasie zespół na swoim kanale w serwisie YouTube udostępnił koncertowe nagranie utworu „Jeszcze wszystko przed nami”. Następnie, w 2023 z tego samego koncertu udostępnił nową wersję „Słodkiego miłego życia” z okazji 40-lecia powstania przeboju. O okolicznościach powstania utworu Sławomir Łosowski wypowiedział się w ramach audycji „Muzyczna Jedynka” na antenie PR1. W drugiej połowie roku Łosowski udzielił wywiadu w ramach cyklu  „Trzeba marzyć”, podczas którego wyznał, że zmiana nazwy zespołu pozytywnie wpłynęła na jego dalszą działalność ze względu na ułatwioną weryfikację względem Kombii, efektem czego była rekordowa liczba koncertów w roku 2023. Potwierdził również pracę nad albumem instrumentalnym zespołu Kombi Łosowski.
W 2024 zespół świętował 40-lecie albumu Nowy rozdział. Z tej okazji włączył do koncertowego repertuaru otwierający płytę utwór instrumentalny „Cyfrowa gra” w nowej aranżacji. W październiku premierę miała studyjna wersja tego utworu wraz z teledyskiem.
W 2025 ukazał się album kompilacyjny Instrumentalnie zawierający stare i premierowe utwory instrumentalne autorstwa Sławomira Łosowskiego (w tym kilka przebojów instrumentalnych Kombi we współczesnych aranżacjach).

## Spór o prawa do nazwy zespołu
Od 2003 między Sławomirem Łosowskim a Grzegorzem Skawińskim i Waldemarem Tkaczykiem toczył się spór o prawa autorskie do nazwy zespołu Kombi. Obie strony swoje prawa do nazwy wywiodły z odmiennej interpretacji podstawowych faktów z historii zespołu, a zwłaszcza okoliczności, w jakich doszło do jego powstania. Według Łosowskiego Kombi jest kontynuacją założonej przez niego w 1969 grupy Akcenty, która w 1976 zmieniła tylko nazwę na Kombi, i jako takie stanowi jego autorski projekt muzyczny, więc tylko on ma prawo pod tą nazwą występować, a posłużenie się przez Skawińskiego i Tkaczyka łudząco podobną nazwą Kombii stanowi naruszenie jego dóbr osobistych wynikających z prawa własności intelektualnej. Według Skawińskiego i Tkaczyka w wyniku radykalnych zmian personalnych, repertuarowych i organizacyjnych w Akcentach, zwieńczonych zmianą nazwy zespołu na Kombi, doszło do zawiązania nowego, wspólnego przedsięwzięcia całej trójki muzyków, w związku z czym każdemu z nich przysługują prawa podmiotowe do nazwy Kombi, a nazwa ta w swym oryginalnym brzmieniu jest zarezerwowana wyłącznie dla zespołu w pełnym, trzyosobowym składzie (Łosowski / Skawiński / Tkaczyk) i nikt nie ma prawa jednostronnie jej sobie przywłaszczać.
Wraz z rozwojem kariery muzycznej członków Kombi po rozpadzie zespołu konflikt pomiędzy nimi narastał, osiągając swe apogeum na przełomie pierwszej i drugiej dekady XXI w., kiedy to doszło do sądowego sporu o znak towarowy Kombi. 11 kwietnia 2011 Skawiński i Tkaczyk wystąpili o rejestrację unijnego słownego znaku towarowego Kombii. W odpowiedzi 18 marca 2013 Łosowski w celu zabezpieczenia dóbr osobistych złożył wniosek o rejestrację znaku towarowego przedstawiającego nazwę i logotyp Kombi w Urzędzie Patentowym RP. W styczniu 2014 wystąpił o rejestrację unijnego znaku towarowego Kombi, dzięki czemu otrzymał wyłączne prawa do korzystania z tego znaku, a osiem miesięcy później powrócił do koncertowania pod nazwą Kombi (bez dopisku „Łosowski”). Skawiński w odpowiedzi na ruch Łosowskiego skierował w 2016 wniosek do Urzędu Unii Europejskiej ds. Własności Intelektualnej (EUIPO), domagając się unieważnienia praw do znaku, które przysługiwały Łosowskiemu. Urząd przychylił się do wniosku Skawińskiego i unieważnił rejestrację, uznając, że istnieje zbyt duże podobieństwo znaku Kombi do wcześniej zarejestrowanego znaku Kombii, a biorąc pod uwagę taki sam zakres objętych tymi znakami towarów i usług (muzyka, rozrywka), to takie podobieństwo może wprowadzać odbiorców w błąd. Łosowski złożył odwołanie, próbując wykazać, że przysługują mu „wyłączne prawa podmiotowe” do nazwy Kombi, jednak Izba Odwoławcza we wrześniu 2021 oddaliła wniosek, dlatego artysta skierował sprawę do Trybunału Sprawiedliwości Unii Europejskiej. Ten 7 września 2022 oddalił skargę, na skutek czego Łosowski utracił wyłączne prawa do znaku towarowego Kombi. W uzasadnieniu stwierdzono, że „dowody przedstawione przez skarżącego w celu wykazania istnienia wyłącznego prawa podmiotowego do nazwy Kombi nie miały znaczenia dla sprawy oraz, po drugie, że w niniejszym wypadku istniało prawdopodobieństwo wprowadzenia w błąd” ze względu na łudzące podobieństwo unijnego znaku towarowego Kombi do wcześniej zarejestrowanego znaku Kombii. Jednocześnie stwierdzono, że cała sprawa dotyczyła wyłącznie nazwy Kombi jako znaku towarowego, a nie praw autorskich do niej samej. Co za tym idzie, nie jest wykluczone istnienie wyłącznego prawa podmiotowego do nazwy Kombi, które miałoby przysługiwać Łosowskiemu, ale jeśli ten chce je udowodnić i powołać się na jego ewentualne naruszenie, to musi to uczynić w odrębnym postępowaniu przed polskim sądem. Od momentu przegrania sprawy przed Trybunałem Sprawiedliwości Unii Europejskiej zespół Łosowskiego ponownie posługuje się nazwą i znakiem towarowym Kombi Łosowski.

## Muzycy
- Sławomir Łosowski – lider, instrumenty klawiszowe (od 2004)
- Tomasz Łosowski – perkusja, perkusja elektroniczna (od 2004)
- Zbigniew Fil – śpiew, sampler (od 2005)
- Karol Kozłowski – gitara basowa, syntezator basowy (od 2014)

## Dyskografia

### Albumy studyjne
| Zaczarowane miasto                      | - Data: 13 lipca 2009 - Wydawca: MTJ            | –  |
| Nowy album                              | - Data: 22 stycznia 2016 - Wydawca: Fonografika | 40 |
| Minerał życia                           | - Data: 26 listopada 2021 - Wydawca: SL Sound   | –  |
| „–” oznacza, że album nie był notowany. |                                                 |    |

### Albumy koncertowe
| Live                                    | - Data: 20 grudnia 2013 - Wydawca: MTJ | – |
| Koncert 40-lecia                        | - Data: 12 czerwca 2017 - Wydawca: MTJ | – |
| „–” oznacza, że album nie był notowany. |                                        |   |

### Albumy kompilacyjne
| Bez ograniczeń energii 5–10–50          | - Data: 22 listopada 2019 - Wydawca: MTJ | –  |
| Instrumentalnie                         | - Data: 16 maja 2025 - Wydawca: SL Sound | 63 |
| „–” oznacza, że album nie był notowany. |                                          |    |

### Single
- „Niebo, które czeka” (2007)[d]
- „Miłość to dwoje nas” (2008)[d]
- „Pekin” – digital sound (2008)[d]
- „Czerwień i czerń” (2009)[d]
- „Biała perła – mój żaglowiec” (2010)[d]
- „Jaki jest wolności smak” (2014)[72]
- „Na dobre dni” (2015)[e][73]
- „Miłością zmieniaj świat” (2016)[e][74]
- „Nowy rozdział” (2017)[e][75]
- „Niech noc połączy” (2018)[e][76]
- „Polska drużyna” (2018)[e][77][78]
- „Przybieżeli do Betlejem” (2018)[e][79]
- „Bez ograniczeń energii 5–10–50” (feat. MC Silk) (2019)[e][80]
- „Jaki jest wolności smak – Spox Remix” (2019)[e][81]
- „Minerał życia” (2021)[e][35]
- „Ale co z tego?” (2021)[e][37]
- „Jeszcze wszystko przed nami” (2021)[e][39]
- „Fahrenheit” (2021)[e][40]
- „Mam cię w snach” (2022)[e][41]
- „Słodkiego miłego życia – Live”, wersja z okazji 40-lecia utworu (2023)[46]

### Wideoklipy
- „Walka światów” (2009)[82]
- „Wspomnienia z pleneru” (2009)[82]
- „Droga czasu” (2009)[82]
- „Nowe narodziny” (2009)[82]
- „Zaczarowane miasto” (2009)[82]
- „Niebo, które czeka” (2009)[82]
- „Miłość to dwoje nas” (2009)[82]
- „Pekin” – digital sound” (2009)[82]
- „Czerwień i czerń” (2009)[83]
- „Biała perła – mój żaglowiec” (2013)[84]
- „Na dobre dni” (2016)[85]
- „Miłością zmieniaj świat” (2016)[74]
- „Nowy rozdział” (2017)[75]
- „Niech noc połączy” (2018)[76]
- „Polska drużyna” (2018)[77][78]
- „Jaki jest wolności smak” (2018)[86]
- „Przybieżeli do Betlejem” (2018)[79]
- „Słodkiego miłego życia – Live”, wersja z orkiestrą symfoniczną (2019)[87]
- „Na dobre dni – Live”, wersja z orkiestrą symfoniczną (2019)[87]
- „Bez ograniczeń energii 5–10–50” (feat. MC Silk) (2019)[88]
- „Jaki jest wolności smak – Spox Remix” (2019)[46]
- „Za ciosem cios – Live”, wersja z orkiestrą symfoniczną (2020)[27]
- „Minerał życia” (2021)[37]
- „Ale co z tego?” (2021)[37]
- „Jeszcze wszystko przed nami” (2021)[40]
- „Fahrenheit” (2021)[40]
- „Mam cię w snach” (2022)[41]
- „Jeszcze wszystko przed nami – Live” (2022)[44]
- „Słodkiego miłego życia – Live”, wersja z okazji 40-lecia utworu (2023)[46]
- „Cyfrowa gra”, wersja z okazji 40-lecia albumu Nowy rozdział (2024)[49]